# 网脉越桔
网脉越桔（学名：Vaccinium crassivenium）为杜鹃花科越桔属下的一个种。

## 扩展阅读
- 維基物種上的相關：网脉越桔